# Rencontre africaine pour la défense des droits de l'homme
Ne doit pas être confondu avec Radot ou Radeau (homonymie).
La Rencontre africaine pour la défense des droits de l'homme, plus connue sous son acronyme RADDHO, est une association pan-africaine de défense des droits de l'homme.
La RADDHO a été fondée le 21 avril 1990 à Dakar.

## Interventions
En 2014, la RADDHO s'unit avec la Ligue sénégalaise des droits humains (L.S.D.H.) et Amnesty International section Sénégal (AI/SN) pour condamner les violences au Sénégal.

## Référence
1. ↑  Qui Sommes Nous ?
2. ↑  « Les organisations des droits de l’homme font l’union sacrée contre la violence électorale », sur Press Afrik, 22 juin 2014